# Immunitat humoral
La immunitat humoral és l'aspecte del sistema immunitari que és mitjançat per la secreció d'anticossos produïts a les cèl·lules dels limfòcits B. Els anticossos produïts s'uneixen a la superfície dels antígens com ara virus i bacteris.
La immunitat humoral es refereix a la producció d'anticossos i a tots els processos que l'acompanyen: l'activació del Th2 i la producció de la citocina, la formació dels centres germinals i mutació de l'isotip, la maturació afí i la generació de cèl·lules de memòria. També es refereix a la funció efector dels anticossos, que inclou la neutralització de les toxines i dels gèrmens patògens, l'activació del sistema del complement, la producció de l'opsonina per la promoció de la fagocitosi, i l'eliminació dels elements patògens.
La immunitat humoral és la causa del rebuig per part de l'organisme d'empelts o trasplantaments CMIR, i també del rebuig en cas de transfusions de sang d'un grup sanguini inadequat; en ambdós casos està implicat l'HIR.
La nandrolona (un anabòlic-androgènic esteroide) és conegut com a estimulant de la immunitat humoral.

## Procès
Intervenen els limfòcits B. Quan són activats alliberen anticossos que circulen per la sang, la limfa i els teixits, aleshores, quan es troben amb un microorganisme patogen, reaccionen amb els seus antígens.
Fase d'activació:
1. Una cèl·lula presentadora d'antígens (macròfag) engloba patògens i els degrada en pèptids senzills.
2. Aquests pèptids senzills antigènics s'associen a la molècula MHC II sobre la membrana del macròfag.
3. El limfòcit T col·laborador presenta una proteïna de superfície (CD4) que s'uneix amb el complex MCH II. Aquesta interacció ajuda a mantenir unides les dues cèl·lules mentre es produeix l'activació del limfòcit T col·laborador.
4. El macròfag comença a alliberar interleucines aleshores l'activació té lloc.
5. Un cop activat el limfòcit T prolifera per donar lloc a un clon de cèl·lules T col·laboradores.

Fase efectora:
1. Els limfòcits Th activats (que porten receptors específics per a l'antigen) s'uneixen als limfòcits B per mitjà del complex antigen-molècula MCH II.
2. Els limfòcits Th s'uneixen als limfòcits B i alliberen interleucines que activaran limfòcits B.
3. Aquestes cèl·lules activades proliferen i es diferencien en cèl·lules B de memòria i cèl·lules plasmàtiques secretores d'anticossos específics per a l'antigen bacterià que ha iniciat la resposta.
4. Les cèl·lules de memòria es quedaran donant voltes per l'organisme durant molt temps.

## Activació
Les cèl·lules B necessiten dos senyals per a començar a activar-se.
T-dependentsLa majoria dels antígens són T-dependents, en el sentit que són necessàries les cèl·lules B per la màxima producció d'anticossos. Amb un antigen T-dependent, el primer senyal ve de la unió transversal de l'antigen BCR i el segon de les cèl·lules Th2. Els antígens T-dependents contenen una proteïna que permet la formació de pèptids de les cèl·lules B de classe II MHC a les Th2, que provoquen una coestimulació per a promoure la proliferació i la diferenciació de les cèl·lules B al plasmòcit.
T-independentsAlguns antígens són T-independents, cosa que significa que poden transportar o bé l'antigen o bé el segon senyal a la cèl·lula B.